# Akiza
Akiza ist ein Arrondissement im Departement Zou im westafrikanischen Staat Benin. Es ist eine Verwaltungseinheit, die der Gerichtsbarkeit der Kommune Zogbodomey untersteht.

## Demografie und Verwaltung
Gemäß der Volkszählung 2013 des beninischen Statistikamtes INSAE hatte das Arrondissement 9444 Einwohner, davon waren 4569 männlich und 4875 weiblich.
Von den 80 Dörfern und Quartieren der Kommune Zogbodomey entfallen zehn auf Akiza:
1. Akiza
2. Dénou-Lissèzin
3. Djihizidè
4. Don-Agonlin
5. Don-Akadjamè
6. Gomè
7. Guémè
8. Sèmè
9. Togbin
10. Tovlamè